# Liste des accidents ferroviaires en France en 1927
Pour des articles plus généraux, voir Liste des accidents ferroviaires en France, Liste des accidents ferroviaires en France au XXe siècle et Liste des accidents ferroviaires en France dans les années 1920.
La liste des accidents ferroviaires en France en 1927, est une liste non exhaustive, chronologique par mois.

## Janvier
- 21 janvier 1927 - Au matin, en gare d'Auxerre-Migraines de la Société des chemins de fer de l'Yonne, un autorail de la ligne à voie métrique Auxerre-Joigny déraille, heurte deux wagons et se couche. L'accident fait un mort, sept blessés graves et quelques blessés légers[2].

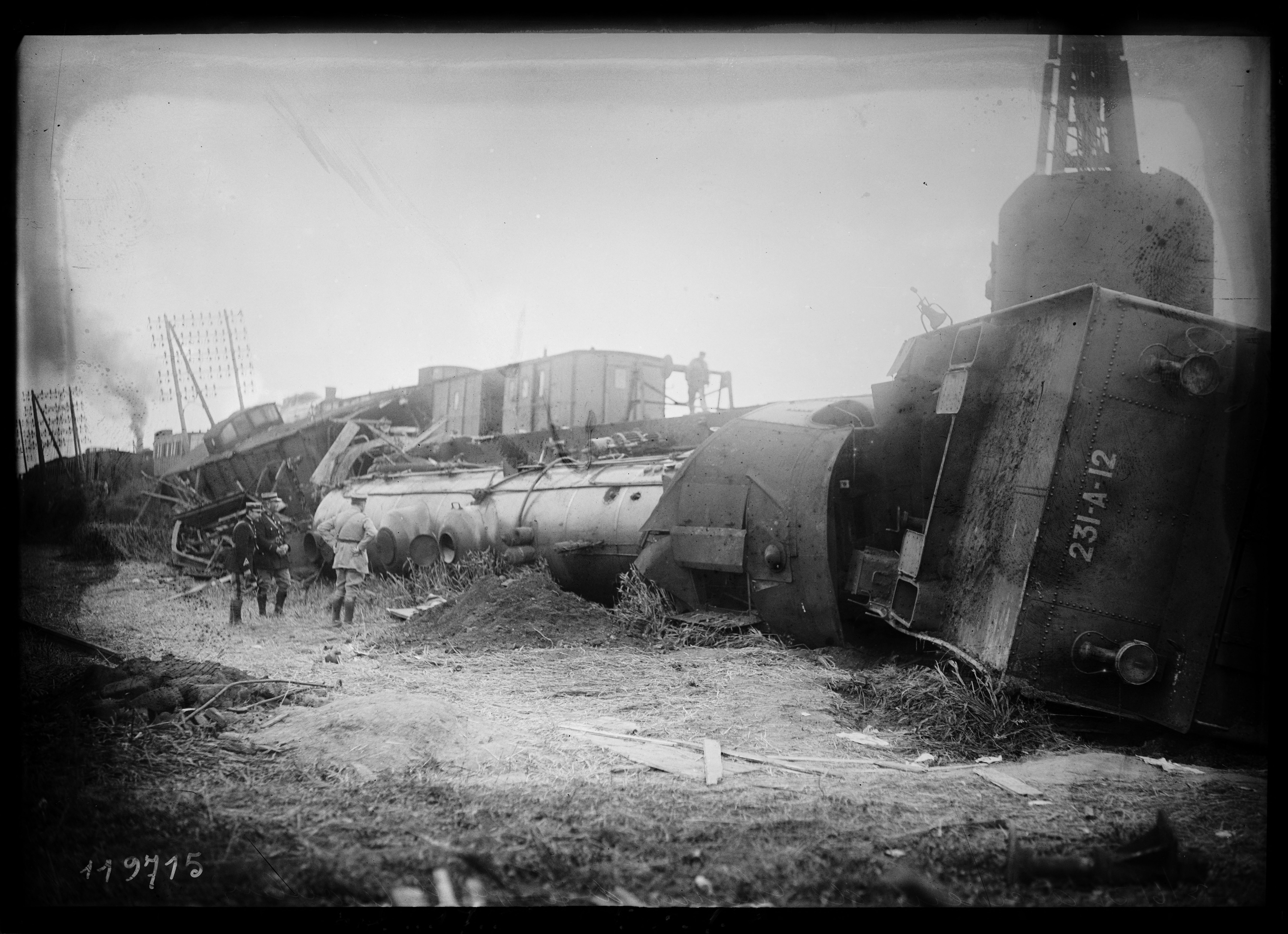
Vue de l'accident de Moulins, 3/6/1927.

## Juin
- 3 juin 1927 - Peu après Moulins, sur la ligne de Paris à Clermont-Ferrand, 500 mètres avant la gare de Bessay-sur-Allier, vers 2 heures, l'express Paris-Clermont-Nîmes croise un train de marchandises dont un wagon déraillé depuis quelques kilomètres engage le gabarit sur la voie opposée. Sous le choc, la locomotive du train de voyageur se couche et le fourgon ainsi que les premières voitures viennent s'y écraser. On en tirera neuf morts et vingt-trois blessés[3].

## Juillet
- 28 juillet 1927 - Sur la ligne Calais-Paris, au sémaphore de Menchecourt, à la sortie de la gare d'Abbeville (Somme), le rapide Bâle-Calais, arrêté par suite de la rupture de la conduite de frein et couvert trop tardivement par les pétards posés par son chef de train, est percuté par le rapide Paris-Calais, qui le suit de près, et défonce le wagon-lits et un fourgon situés en queue. La collision fera un mort et dix blessés[4].

## Août
- 25 août 1927 - Sur le Chemin de fer du Montenvers, peu après son départ du sommet, vers 16 heures 50, à la suite d'une erreur de son mécanicien un train bondé s'emballe dans la pente. La locomotive tombe dans un ravin au pied d'un viaduc et la première des deux voitures s'écrase contre la paroi. La seconde reste sur les rails, le frein de secours ayant fonctionné. L'accident fait vingt-deux morts et quarante blessés[5].

## Septembre
- 1er septembre 1927 - Montauban : Un train mixte marchandises-voyageurs Toulouse-Bordeaux vient de quitter la gare lorsqu'à 21 heures il déraille sur un aiguillage. La machine et deux wagons de marchandises se renversent. Le mécanicien est tué, son chauffeur et un wagonnier sont blessés[6].
- 2 septembre 1927 : Le train de luxe Paris-Pyrénées-Côte d'Argent déraille à 0 heure 5 près de Joué-lès-Tours. Un rail a été déboulonné sur 25 mètres à l'aide de matériel laissé sur place la veille par des cantonniers. La machine et son tender se renversent, les Pullmans et les wagons-lits quittent les rails mais ne se couchent pas, et leurs passagers sont indemnes. Le mécanicien est tué, son chauffeur et le chef de train sont blessés[7].

## Décembre
- 4 décembre 1927 : Entre Saint-Quentin-Fallavier et La Verpillière, vers 5 heures, le rapide Lyon-Grenoble, roulant à 90 km/h, déraille à la suite d'un affaissement de terrain. Des huit voitures du convoi, sept dévalent le talus. Le train étant pratiquement vide, l'accident fera peu de victimes : un mort et trois blessés[8].
- 28 décembre 1927 Sur la ligne dite des Cévennes, dans les gorges de l'Allier, vers dix heures, environ un kilomètre après la gare d'Alleyras, un train de marchandises se dirigeant vers Langogne heurte une masse de rochers tombés de la montagne surplombant la voie. Le chef de train est écrasé dans son fourgon et le chauffeur, coincé contre le foyer, grièvement brûlé[9].